# Lepenica (Chorwacja)
Lepenica – wieś w Chorwacji, w żupanii szybenicko-knińskiej, w mieście Szybenik. W 2011 roku liczyła 68 mieszkańców.